# Josef Schuler (Politiker)
Josef Schuler (* 27. Oktober 1889 in Alpthal; † 17. Februar 1957  in Küssnacht SZ) war ein schweizerischer Landwirt und Politiker.

## Leben
Schuler besuchte während zweier Jahre die Realschule am Kollegium Maria Hilf in Schwyz und arbeitete anschliessend auf dem väterlichen Hof in Alpthal. 1921 kaufte er den Hof Grossarni in Küssnacht mit Schwergewicht auf der Viehzucht. Er war von 1916 bis 1918 parteiloser Gemeinderat und von 1918 bis 1920 Gemeindepräsident von Alpthal. In der Wirtschaftskrise der 1930er Jahre war Schuler Mitinitiant und 1935 erster Präsident des Innerschweizer Bauernbunds. Bei den Schweizer Parlamentswahlen 1943 wurde er auf einer bäuerlichen Liste in den Nationalrat gewählt. Mit seinem Vorhaben, eine dauerhafte Bauernpartei im Kanton Schwyz zu gründen, scheiterte er 1944. Wiewohl eine Mehrheit der 1'200 stimmberechtigten Bauern für das Vorhaben votierten, konnte die erforderliche Zweidrittelmehrheit für die Umwandlung der Bauernvereinigung in eine Partei nicht erzielt werden. Im Parlament blieb er fraktionslos; insbesondere schloss er sich nicht der BGB-Fraktion an. Seine Voten zeichneten sich durch einen ausgeprägten volkstümlich-kernigen Stil aus – Felix Moeschlin bezeichnete ihn als einen der besten Innerschweizer Redner. Diese Beiträge hielt er üblicherweise in Schweizerdeutsch, was er damit begründe, dass er nicht gewohnt sei, das vorgeschriebene Hochdeutsch zu sprechen. Er war ein Gegner des Frauenstimmrechts. Bei den Wahlen 1947 verpasste er die Wiederwahl.
Schuler lebte auf dem Hof Grossarni bei Küssnacht und war Vater von 13 Kindern. Er verstarb am 17. Februar 1957 in Küssnacht nach langer Krankheit.

## Zitate
„Vor dem Kriege  sind wir  von  der Produktion
von Ländern    überschwemmt  worden, die eine
Menge Produkte herzauberten. [...]  Diese Produkte kamen zum Teil aus Ländern, wo die Leute nicht einmal Hosen anhaben. Ich möchte daher fragen, was die Arbeiter sagen  würden, wenn man ihnen zumuten wollte, dass ihnen die N...  z. B. oder andere Angehörige ausländischer Staaten auf dem Arbeitsmarkt in der Schweiz Konkurrenz machen dürften?“

„Wenn  jetzt so ein Mann Ratsherr, Gemeinderat, Kantonsrat oder sogar Nationalrat geworden ist, hat bis jetzt die Frau einen gewissen Stolz  gehabt und gesagt: Mein Mann ist etwas. Wenn nun aber die Frau Gemeinderat, Kantonsrat oder sogar Nationalrat wird, der Mann aber nicht, wie muss man dann dem Mann sagen? Ich glaube, das würde den Mann geradezu  erniedrigen.“